# 肯莫尔站
肯莫尔站（英語：Kenmore station）是马萨诸塞湾交通局运营的轻轨绿线车站，车站在波士顿芬威-肯莫尔社区的肯莫尔广场。 肯莫尔站最初于1932年10月23日正式开放运营，为缓解交通拥堵，博伊尔斯顿地铁隧道延长至肯莫尔广场。车站离芬威球場只有一个街区远，是乘坐公共交通观赛观众的首选。尽管芬威站离体育场更远一些，但为了避免繁忙的十字路口，很多乘客偏好从芬威站下车到达体育场。

## 历史

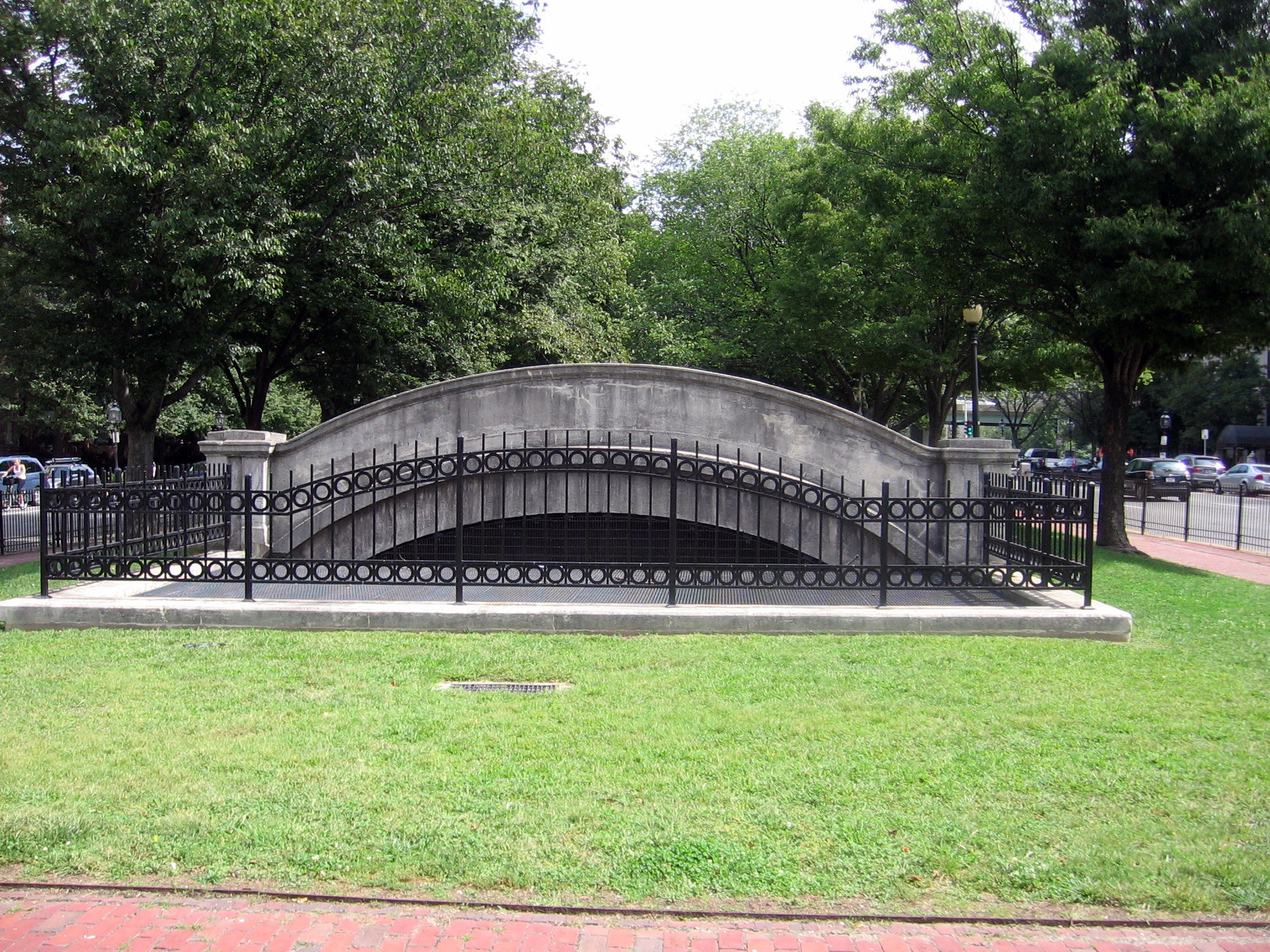
曾经的肯莫尔隧道入口拱顶

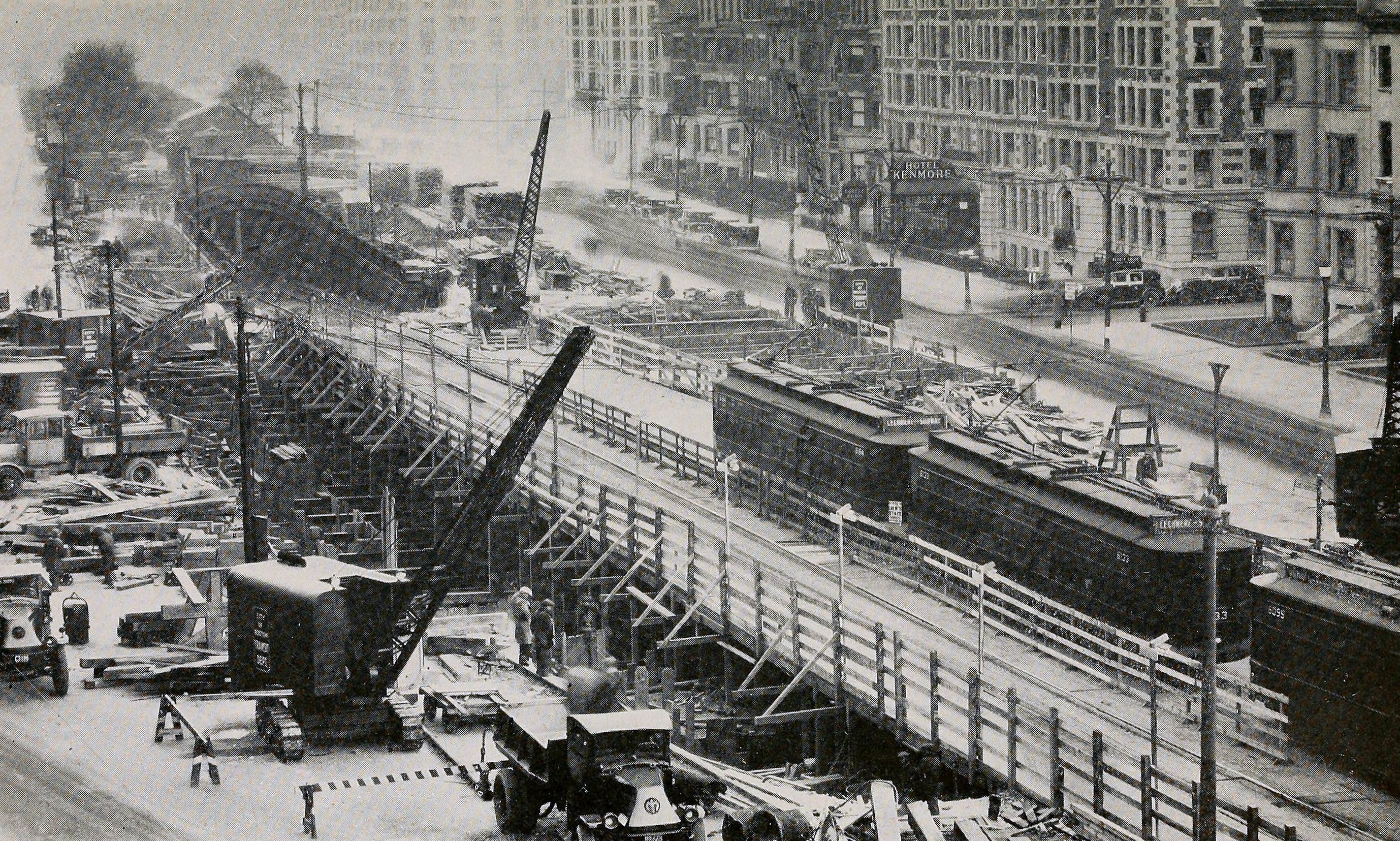
1930年，肯莫尔站施工工地

肯莫尔地下车站于1932年10月23日开放，当时的联邦大道线和灯塔街线为如今的波士顿轻轨绿线B支线和C支线，在车站开通时便在此停靠。
曾经计划将联邦大道线全部埋入地下，转化成地铁，而灯塔街线依旧保持为轻轨，将终点站设在肯莫尔站换乘。车站布置会和阿什蒙特站类似，可以跨月台轉車。因此肯莫尔站靠里的两条轨道较深，以便日后改造成地铁时方便施工。股道中铺设了临时枕木以便现有有轨电车能够正常运行。由于铁轨中空部分共振，列车在内侧轨道行驶时产生大量噪音。然而过了这么多年，将B支线改造成重轨地铁的工程还未提上日程，不太可能在未来短期内有更多改造计划。因此在车站翻新工程中，枕木间空隙中填入了泥土和混凝土，减小噪声。
1969年停运的波士顿轻轨绿线A支线终点站为水城广场站，与B支线共用部分轨道也在肯莫尔站停靠。如今的D支线于1959年7月4日正式运营。1970年车站进行了依次全面的翻修和现代化改造。如今的肯莫尔广场上依旧可以看到曾经的隧道入口拱顶。

### 1996年洪水
1996年，由于泥泞河水位上涨，漫出堤岸，河水倒灌进车站淹没了车站站台和夹层，肯莫尔站关闭两个月进行维护。车站关闭期间增开往返于波士顿南站和河滨站的通勤列车缓解出行压力。1962年10月6日也曾发生过类似的漏水事件，车站因此关闭了5天。2019年，马萨诸塞湾交通局为芬威隧道入口安装了防洪门，避免类似事件再次发生。

### 票价
2007年1月1日之前，绿线地表车站乘坐出城方向列车不收车票。肯莫尔站是出城方向最后一座地下车站，在这上车需要付车票，所以芬威球场比赛结束后，很多乘客走到芬威站乘坐D支线。如今绿线所有地面车站登车也要付车票，从哪一站登车不再重要。

### 无障碍环境改善
为改善车站无障碍环境，2005年，马萨诸塞湾交通局对肯莫尔站进行了翻新，为车站新增电梯和扶梯。 地铁站正上方的公交车站新装了透明的半拱形顶棚。施工期间车站正常营运。据波士頓環球報报道，由于施工延误，翻新工作预计延期至2007年11月完工。
车站翻新工程于2010年1月竣工，:30工程共花费5060万美元，而预期预算为2270万美元至4070万美元。施工成本的提升主要是马萨诸塞湾交通局设计失误导致的。:8, 302010年4月22日，车站翻新重开的剪彩仪式上，揭幕了新的车站标志。新车站标志上印有波士顿红袜队球员。

## 车站结构
| G         | 地面                  | 出入口                                                    |
| 夹层      | 走道                  | 检票口、站台互联走廊                                      |
| 绿线 站台 | 出城                  | C支线 往克利夫兰环岛 （圣玛丽街） · D支线 往河滨 （芬威） |
| 绿线 站台 | 島式月台，左/右侧开门 |                                                           |
| 绿线 站台 | 出城                  | B支线 往波士顿学院 （布兰德福德街）                       |
| 绿线 站台 | 入城                  | B支线 往公园街 （海因斯会议中心）                         |
| 绿线 站台 | 島式月台，左/右侧开门 |                                                           |
| 绿线 站台 | 入城                  | C、D支线 往波士顿北站或政府中心 （海因斯会议中心）        |

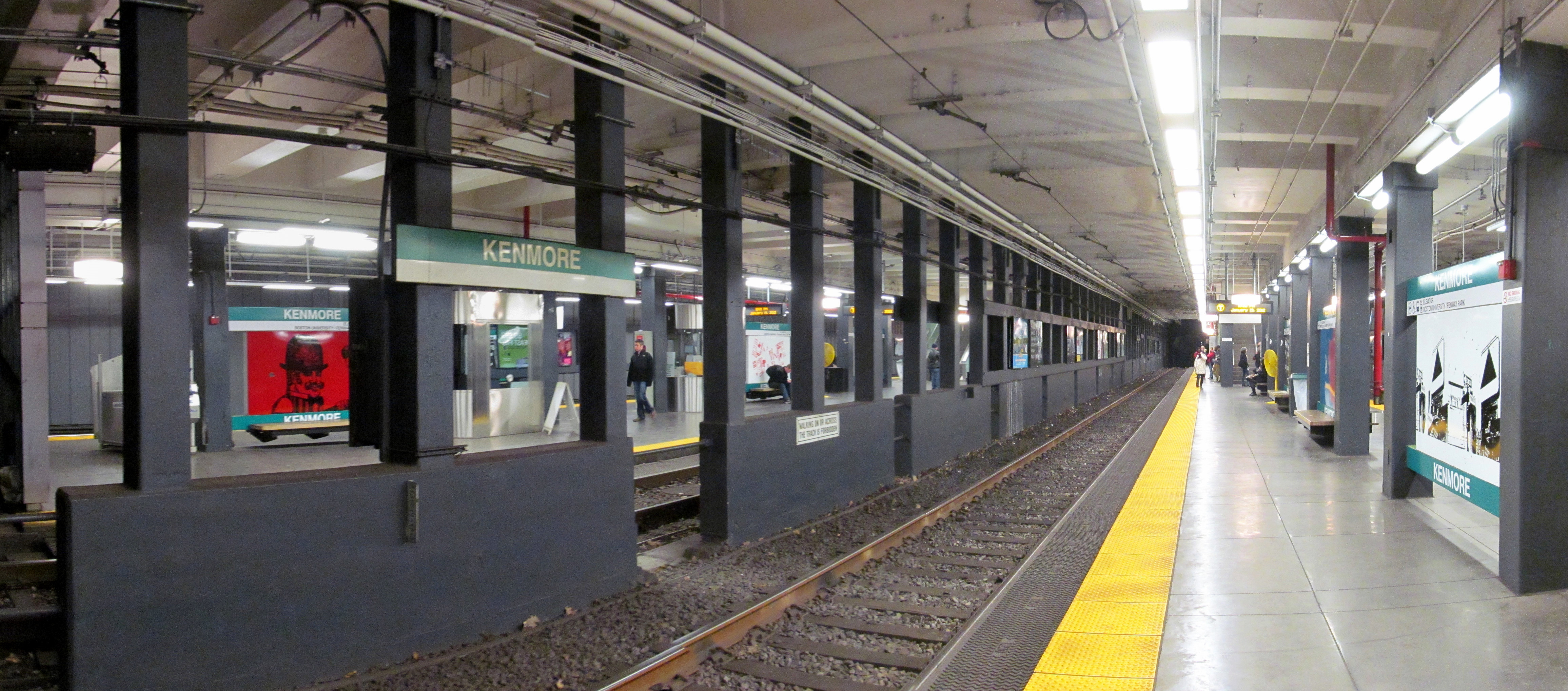
车站站台全景图

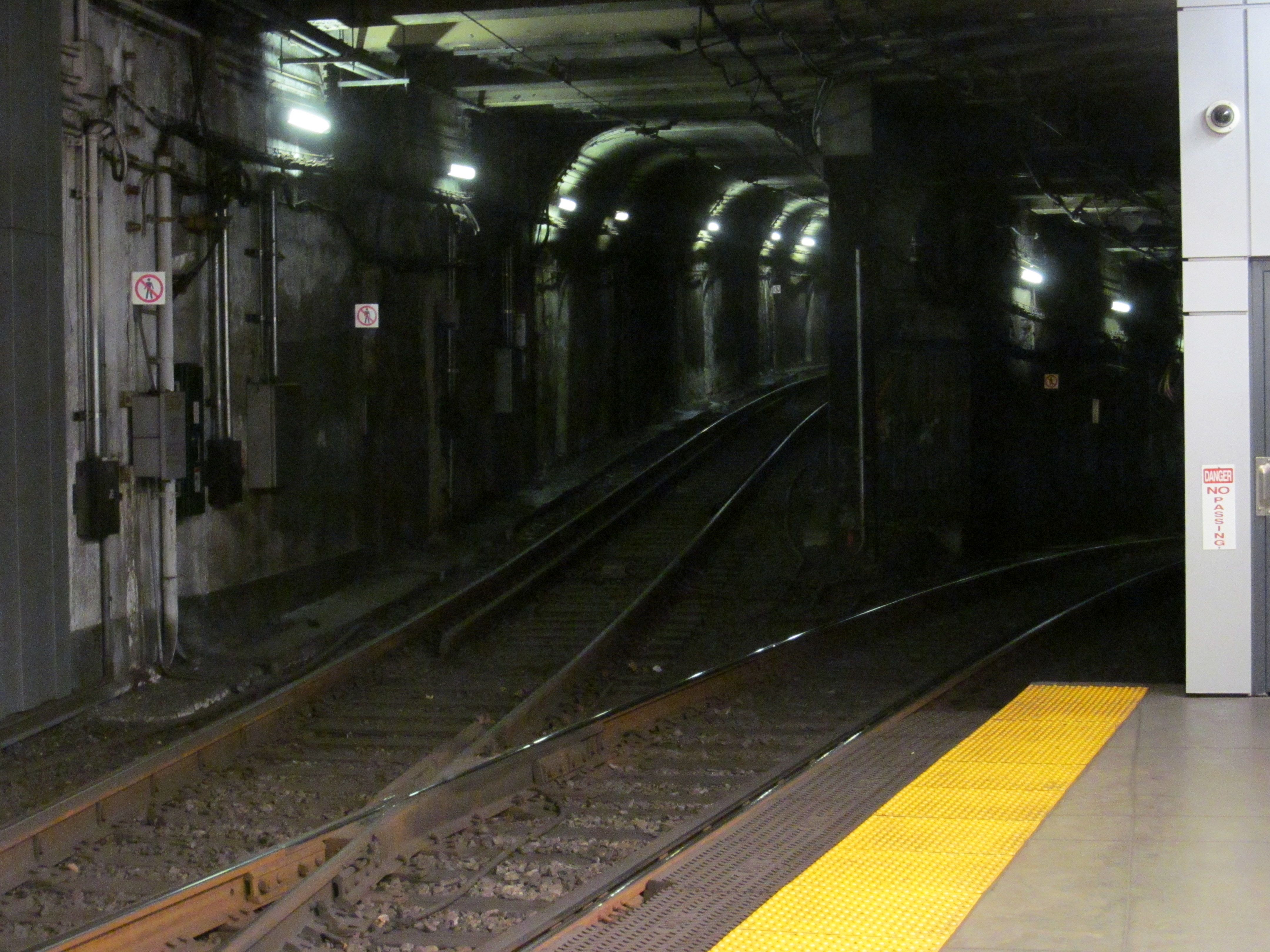
从C、D支线出城方向站台向入城方向望去，可以看到左侧分叉为肯摩尔环形轨道。

波士顿市中心的公园街站为地铁红线和轻轨绿线换乘车站，肯莫尔站距离它只有5站远，通常情况下搭乘绿线需要12分钟。肯莫尔站自身为轻轨绿线B、C、D三条支线的分叉点，这三条支线入城方向列车在此站汇合，出城方向列车在这一站之后分道扬镳，前往各自的地表轨道。车站有两座岛式站台，C支线与D支线共享一股铁道，B支线单独占用内侧轨道。

## 公交换乘

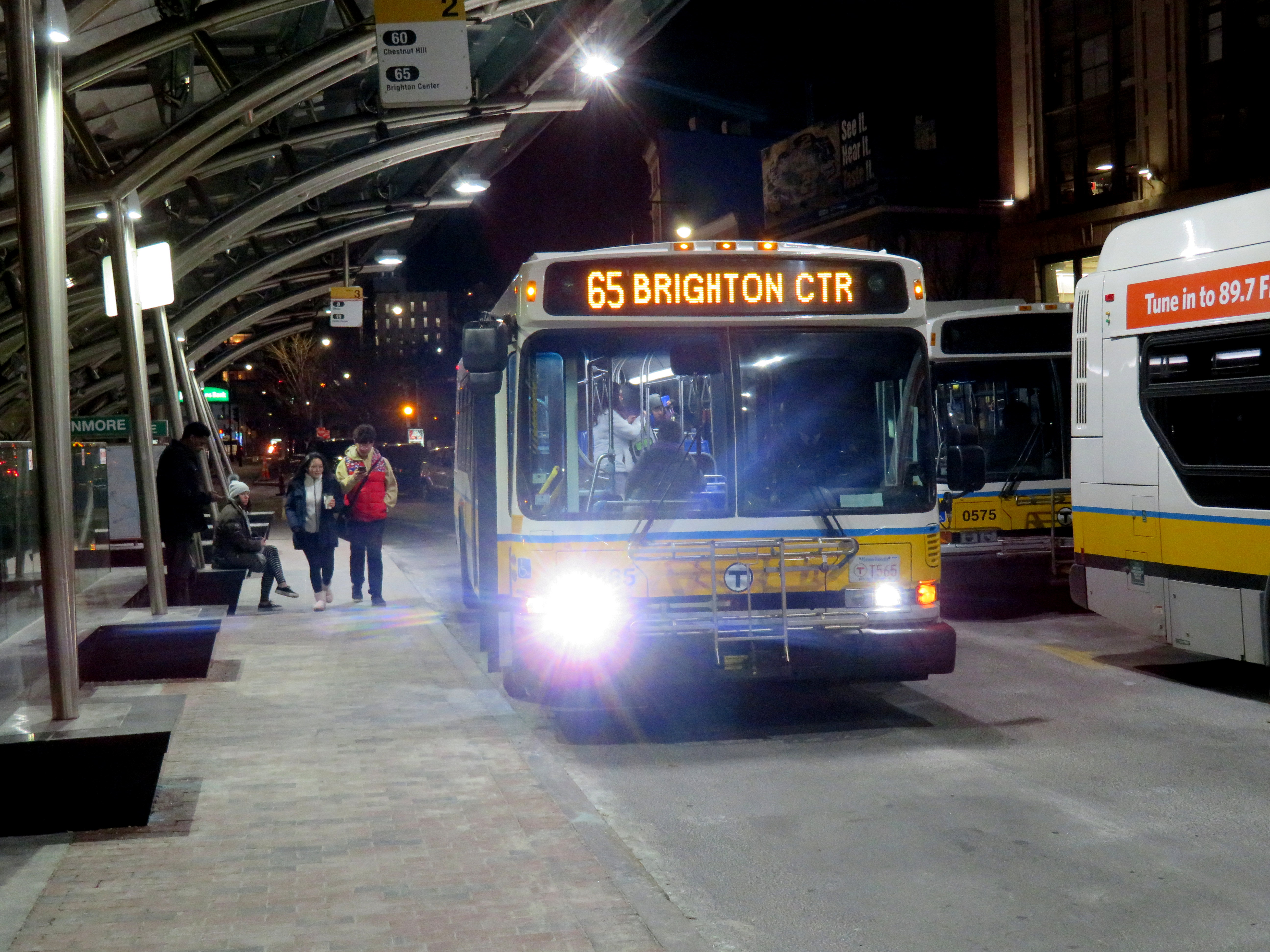
2018年，65路公交车停靠在肯莫尔站

肯莫尔站是一波士顿西边一座主要的地铁公交换乘站，8、19、57、57A、60、65路公交车从车站发车，开往波士顿各个郊区。除此以外，早高峰193路公交也曾从此经过。
在绿线支线轨道维护或服务中断时，通常会启用从肯莫尔站发车的应急摆渡车作为替代。